# Alprazolam
L'alprazolam  est une benzodiazépine de la famille des triazolobenzodiazépines utilisée comme un anxiolytique d'action rapide. En France, l'alprazolam est la benzodiazépine la plus prescrite, et est connue sous son nom commercial Xanax.
Il possède les effets caractéristiques de cette famille de tranquillisants : c'est un anxiolytique et un hypnotique, il est myorelaxant, anticonvulsivant et amnésiant. L'alprazolam est principalement utilisé pour ses fortes propriétés anxiolytiques.

## Chimie
L'alprazolam est une triazolobenzodiazépine comme le triazolam ou l'étizolam, donc une benzodiazépine. Elle se démarque des benzodiazépines classiques par la présence d'un cycle triazole, dont les atomes d'azote sont disposés en position [1,2,4]. 
Il se présente sous la forme d'une poudre blanche, cristalline, dont le point de fusion est d'environ 229 °C, soluble dans le chloroforme, dans l'acétone et dans l'acétate d'éthyle, mais faiblement soluble dans l'eau (40 mg L−1).

## Pharmacologie

### Pharmacodynamie
L'alprazolam, comme les autres benzodiazépines, se lie sur des sites spécifiques sur les récepteurs GABAA. 
L'alprazolam se comporte, à l'instar des autres benzodiazépines, comme un puissant dépresseur du système nerveux central. Il exerce ses effets psychotropes en potentialisant l'effet du GABA naturellement produit, qui est le principal neurotransmetteur inhibiteur dans le cerveau et la moelle épinière. Il est impliqué dans les processus de mémorisation, de sommeil, d'inhibition et du comportement. C'est un neuromédiateur majeur.
Par ce moyen, il augmente le nombre d'ouvertures du canal chlore qui permet l'entrée des ions chlorure (Cl−) dans la cellule cible,. Ceci hyperpolarise le neurone et rend son activation par courant électrique plus difficile. Contrairement au barbital, il ne fait que renforcer l'activité du GABA naturellement produit (ou un autre agoniste tel que l'alcool) sans se comporter lui-même comme un agoniste ; ce qui limite dans une certaine mesure son potentiel de surdosage.
Les effets ressentis sont donc notamment la relaxation musculaire, la somnolence, une possible confusion ou amnésie antérograde, une hypotension et parfois l'euphorie.
On considère que 0,5 mg d'alprazolam équivaut à 10 mg de diazépam.

### Pharmacocinétique
Sa demi-vie d'élimination d'environ 11 h est plutôt courte, et sa durée effective d'action est a fortiori limitée par son caractère relativement lipophile, qui accélère son absorption mais aussi sa dispersion au travers des tissus graisseux, hors du système nerveux. Une telle caractéristique est associée chez certaines personnes à des prises compulsives et un risque de dépendance plus marqué, avec un syndrome de sevrage plus important. Le lorazépam est alors utilisé pour son action plus longue et son absorption plus progressive. 
L'alprazolam est très bien absorbé dans le tube digestif lors d'une prise par voie orale, ce qui lui confère une grande biodisponibilité (80-90 %). Après son absorption et son transit dans le système porte, l'alprazolam est métabolisé dans le réticulum endoplasmique des cellules hépatiques. La concentration plasmatique maximum est atteinte au bout d'une à deux heures. La substance est principalement liée aux protéines plasmatiques, surtout l'albumine. Dans le foie, l'alprazolam est hydroxylé en α-hydroxyalprazolam, qui est également actif. Cette dernière molécule, ainsi que les autres métabolites sont plus tard excrétés dans l'urine sous forme de glucuronides. Une partie de l'alprazolam est également excrétée sous forme inchangée. 
Il est métabolisé en des métabolites inactifs par des enzymes de la famille des cytochromes P450 (CYP 3A4). Cette transformation peut être influencée par des molécules agissant sur ces enzymes ou par les effets d'un polymorphisme génétique. Ainsi, un inhibiteur du CYP3A4 conduit à une élévation de la concentration plasmatique d'alprazolam, ce qui augmente les risques de surdosage, tandis qu'un inducteur (effecteur positif) conduit à une moindre concentration systémique, donc à une moindre efficacité du traitement.
Les produits concernés sont notamment les suivants :

#### Parmi les inhibiteurs
- Des antibiotiques comme l'érythromycine, la télithromycine ou la clarithromycine
- Les antiviraux communs comme l'atazanavir, le bocéprévir, le fosamprénavir, l'indinavir, le lopinavir, le ritonavir, le saquinavir ou le télaprévir
- Des antifongiques comme l'itraconazole, le kétoconazole, le fluconazole ou le voriconazole.
- Des psychotropes comme la fluoxétine.
- Le jus de pamplemousse blanc

#### Parmi les inducteurs
- La carbamazépine
- Le millepertuis
- Le modafinil, le phénobarbital, la phénytoïne, la primidone et la rifampicine[17],[18].

## Thérapeutique

### Indications
L'alprazolam possède une AMM pour le traitement de l'anxiété et des troubles anxieux, troubles paniques. Il possède également une indication pour le traitement et la prévention du delirium tremens et des autres manifestations du sevrage alcoolique. Il est généralement associé à un antidépresseur dans le cadre d'une dépression car il permet de réduire les pulsions suicidaires ressenties par le patient en début de traitement en réduisant la surcharge des synapses dopaminergique grâce à son activité sur les synapses GABAergiques. Il est également utile dans le cadre d'attaque de panique du fait de son action très rapide (environ dix minutes si prise sublinguale).
Le produit n'est cependant pas recommandé pour les états anxieux chroniques, d'autres molécules à action plus longue permettent une couverture homogène de l'anxiété tout en réduisant le nombre de prises médicamenteuses.

### Posologie
La posologie journalière est habituellement de 1 à 2 mg. Le dosage maximal d'alprazolam est de 4 milligrammes par jour. La posologie d'induction de l'alprazolam débute régulièrement par un demi comprimé de 0,25 mg (soit 0,125 mg) chez le patient afin qu'il puisse mieux gérer son sentiment d'angoisse.
La durée du traitement ne doit pas dépasser 12 semaines, soit 3 mois. Il faudrait chercher la posologie minimale efficace lors d'une instauration d'un traitement anxiolytique (sauf certains cas nécessitant une prise en charge psychiatrique urgente tels qu'attaque de panique, stress traumatique...)
De manière générale, le traitement s'introduit en fonction de la réponse thérapeutique du patient.

## Galénique
En France, le Xanax, ou son générique (alprazolam) est présent sous forme de comprimés sécables, de dosages 0,25 et 0,5 mg. Il est mentionné l'existence d'une forme générique d'un milligramme en France, toujours commercialisée selon le Vidal et utilisée pour les cas hospitaliers. Seul un laboratoire produit ce dosage. 
En France, l'alprazolam est disponible en comprimé à libération immédiate, tandis qu'en Belgique (et ailleurs), il existe aussi sous forme à libération prolongée.

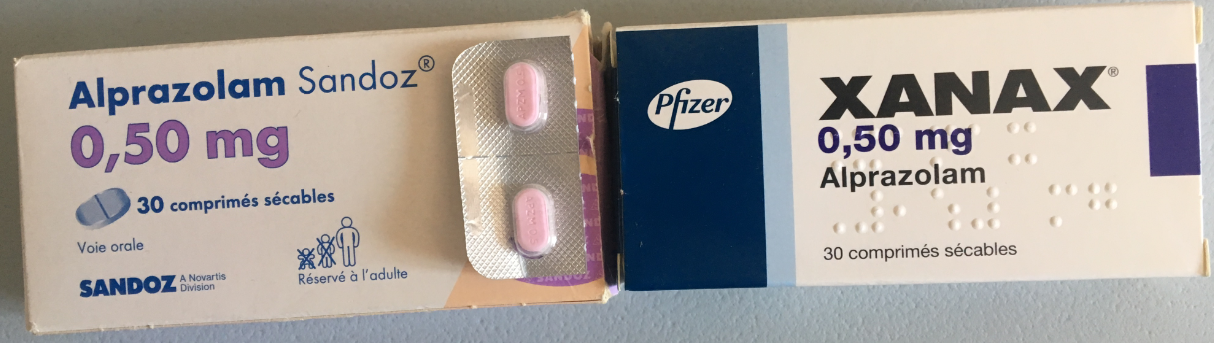
Boîte de Xanax 0,5 mg et du générique (alprazolam 0,5 mg) de la marque Sandoz, en France.

## Précautions d'emploi
L'alprazolam demeure une benzodiazépine puissante qui entraîne régulièrement une somnolence voire une sensation ébrieuse. Il est possible, surtout en début de traitement, de ressentir des pertes de mémoire (notamment épisodique et sémantique).
Les effets secondaires disparaissent généralement rapidement (en moins d'une semaine), mais ils peuvent toutefois rester handicapants : en première intention, un traitement à la posologie efficace la plus faible est proposé au patient (ex : 3 x 0,25 mg par jour). 
Indiquer également au patient le risque de photosensibilité produit par l'alprazolam. Il est recommandé de demander conseil à son médecin pour prendre le volant, car l'alprazolam diminue les réflexes et augmente la somnolence diurne (impact sur la conduite : niveau 3). Le patient doit également signaler au médecin toute consommation d'autres medicaments anxiolytiques (dont le nom générique finit souvent par -am) ou hypnotiques.
Le prescripteur devrait prévenir le patient dès l'introduction du traitement sur les effets à redouter au niveau des risques amnésiques, myorelaxants (risque de chute), tolérance et risque de pharmacodépendance. Il est préférable d'évaluer la tolérance au produit au moins une fois par mois. Indiquer au patient de ne pas faire d'association à l'alcool (potentialisant) et autres traitements concomitants (dépresseurs du SNC, antidépresseurs, somnifères, antihistaminiques...). De nombreux médicaments peuvent potentialiser l'alprazolam ou l'inhiber. Ne pas consommer de pamplemousse associé à l'alprazolam (inhibition du CYP450 donc risque de surdosage).
Comme d'autres psychotropes et à l'instar des autres benzodiazépines, l'alprazolam est une molécule addictive. Elle peut induire une dépendance psychique et physique et l'arrêt de sa consommation au long cours provoque un syndrome de sevrage dont l'intensité varie en fonction de la durée de traitement et des doses utilisées.

### Grossesse et allaitement
Les benzodiazépines traversent le placenta, entrent dans le fœtus et sont également présentes dans le lait maternel. L'utilisation de benzodiazépines pendant la grossesse ou l'allaitement comporte des risques. L'utilisation de l'alprazolam pendant la grossesse est supposée être associée à des anomalies congénitales.
Les femmes qui sont enceintes ou qui prévoient de devenir enceintes devraient éviter de prendre de l'alprazolam. Une utilisation dans le dernier trimestre peut provoquer une dépendance du fœtus à l'alprazolam et ainsi que des symptômes de sevrage et problèmes respiratoires. Cependant, les utilisateurs à long terme de benzodiazépines arrêtent brutalement en raison de préoccupations de risque de tératogenèse (anomalies du fœtus) et présente un risque que le fœtus soit tellement en manque qu'il y aurait des séquelles. Les avortements spontanés peuvent résulter d'arrêts brutaux de substances psychotropes, y compris les benzodiazépines.

### Personnes âgées
L'utilisation des benzodiazépines chez la personne âgée doit se faire à des doses plus faibles, et fait courir des risques de pertes d'équilibre ou de chutes, parfois traumatisantes, et sources de fractures.

### Addiction et dépendance
Le Xanax est utilisé par une catégorie de consommateurs de drogue, surtout pour calmer l'anxiété ou atténuer les descentes d'autres substances.  